# Reigoso (Oliveira de Frades)
Reigoso ist ein Ort und eine ehemalige Gemeinde (Freguesia) im portugiesischen Kreis Oliveira de Frades. Die Gemeinde hatte 341 Einwohner (Stand 30. Juni 2011).
Am 29. September 2013 wurden die Gemeinden Reigoso und Destriz zur neuen Gemeinde União das Freguesias de Destriz e Reigoso zusammengeschlossen.